# Nicotiana benthamiana
Nicotiana benthamiana is een aan de tabaksplant nauw verwante plant. Oorspronkelijk komt deze plant uit het westen van Australië waar het groeit op kliffen en rotsachtige heuvels. De hoogte van de plant is tussen de 0,2 en 1,5 meter en heeft witte bloemen.

## Geschiedenis
De plant is ontdekt aan de noordwestkust van het toenmalige Nieuw-Holland door de chirurg Benjamin Bynoe op een van de reizen van de HMS Beagle in 1837. De door Bynoe gevonden plant is geschonken aan de Kew Gardens. De oorspronkelijke naam was Nicotiana suaveolens var. cordifolia en beschreven in Flora Australiensis van George Bentham in 1869. Karel Domin veranderde in zijn taxonomie de naam in Nicotiana benthamiana om zo George Bentham te eren (1929).

## Betekenis voor de wetenschap
De plant speelt een belangrijke rol binnen de virologie. Onderzoek van het aantal titels op PubMed laat zien dat met name sinds 2006 deze plant een sterke opkomst kent binnen de wetenschap. Zo is deze plant gebruikt bij de ontwikkeling van het experimentele medicijn ZMapp voor de bestrijding van Ebola. Belangrijke eigenschap van de plant is dat het van nature weinig weerstand heeft ontwikkeld tegen ziekteverwekkers, waardoor het voor onderzoek makkelijk kan worden geïnfecteerd met bijvoorbeeld het Tabaksmozaïekvirus en de Agrobacterie. Daarnaast is het geschikt voor agrofiltratie.

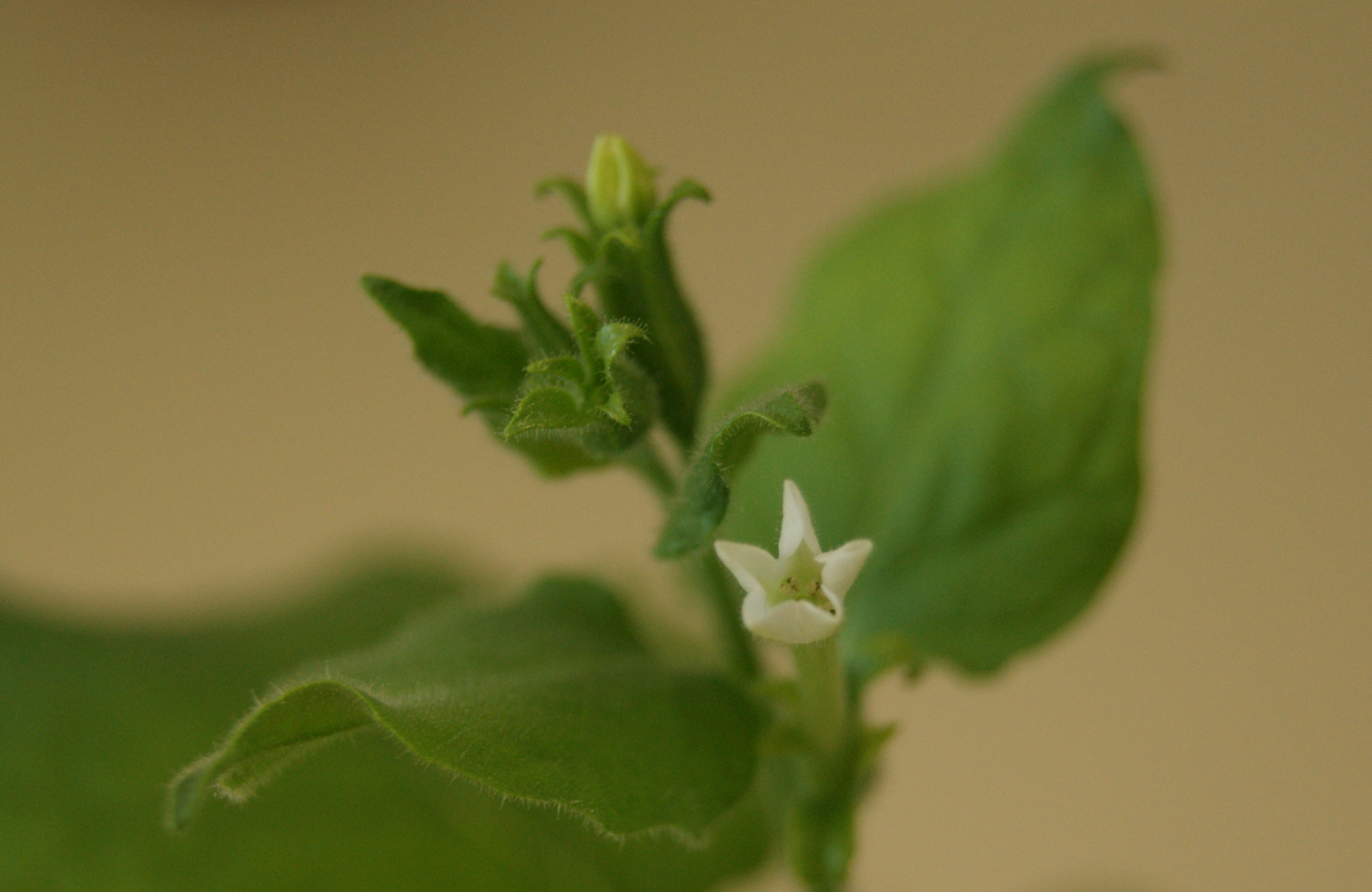
Bloem van Nicotiana benthamiana
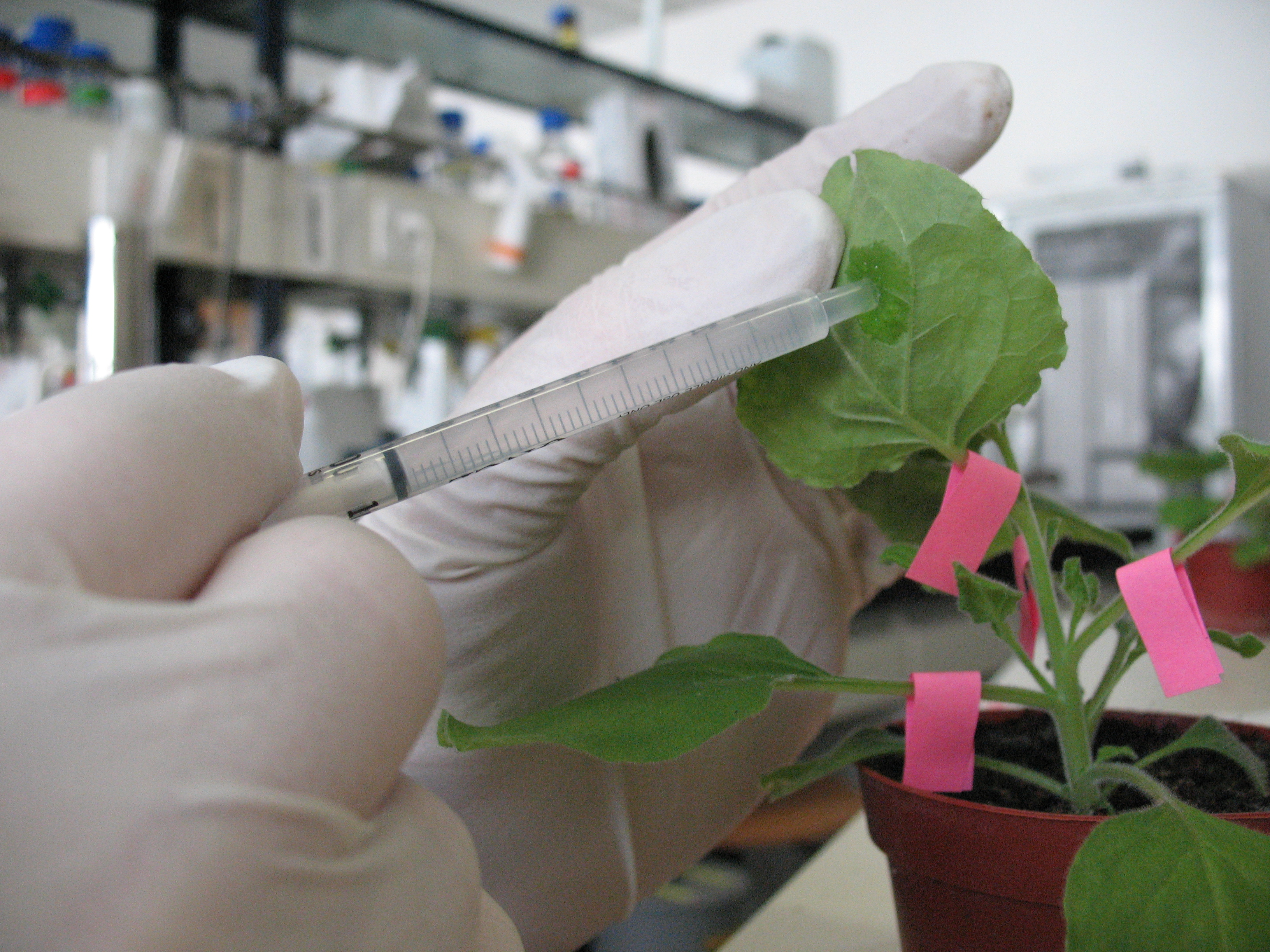
N. benthamiana in het laboratorium
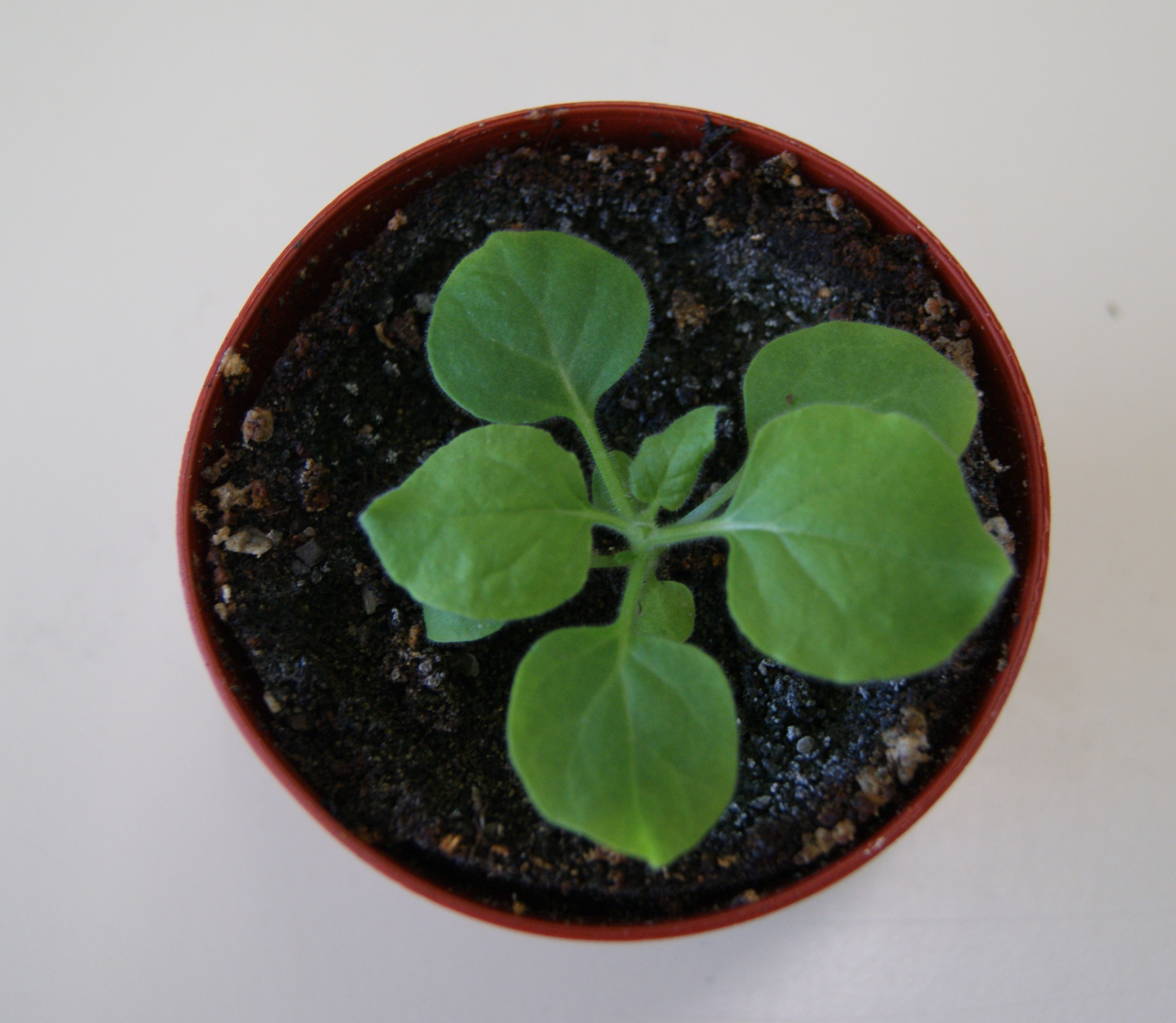
Jonge plant N. benthamiana